# Però no parlem d'ells, mira'ls i passa

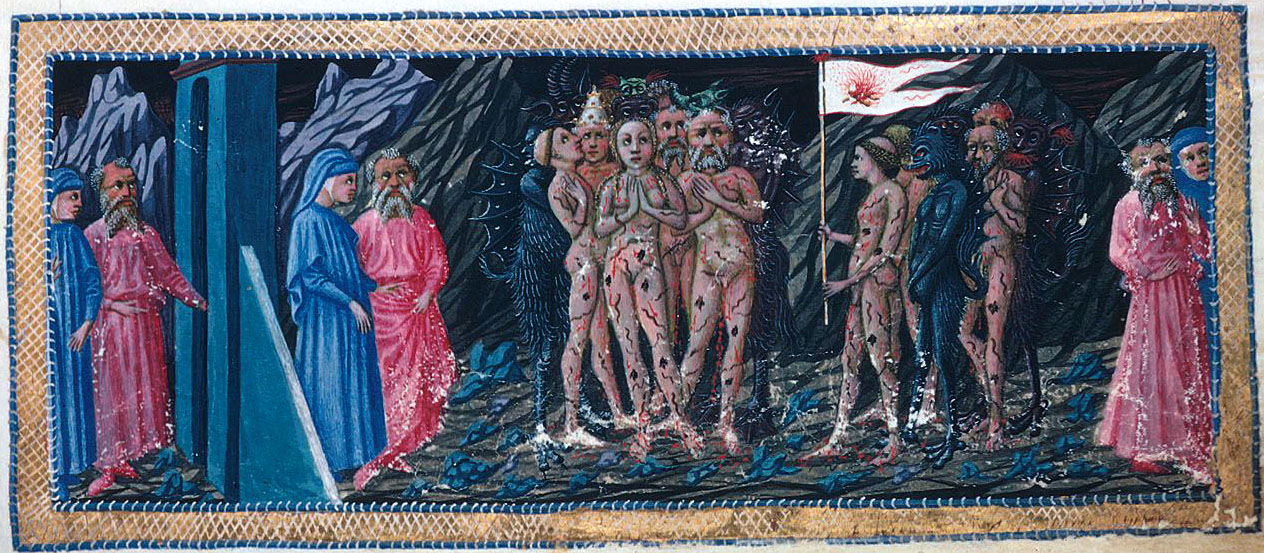
Els indecisos. Il·lustració de la primera part del cant tercer. Priamo della Quercia (segle XV)

"Però no parlem d'ells, mira'ls i passa" ("Non ragioniam di lor, ma guarda e passa"), és un famós vers de la Divina Comèdia de Dante (Cant III de l'Infern, v. 51), que en italià s'ha convertit en una expressió idiomàtica  comuna, tot i que amb moltes variacions;  si bé el sentit és el mateix, el text és distorsionat o canviat  (no et preocupis per ells, però mira i passa). L'alteració popular del vers de Dante s'utilitza proverbialment per indicar que no hem de preocupar-nos per les calúmnies o les intencions malignes dels altres, o almenys per les baixeses de la vida.
En el cant tercer, Virgili descriu els indecisos, covards("ignavi": atribució, en realitat, mai utilitzada per Dante, però nascuda dins de la crítica), que són els que "sense honor ni infàmia varen viure" (Cant III de l'Infern, v.36).
«Al món no van deixar ni nom ni fama:
la justícia els menysprea, i la pietat;
però no parlem d'ells, mira'ls i passa.»
(vv. 49-51)
Dante, de fet, té una mala opinió d'aquells que, per cobardia, en la seva vida mai no es van alinear o comprometre (els indecisos) per alguna causa (cívica, social o política), a diferència d'ell, el destí del qual (només pensant en la condició d'exiliat), fou marcat per haver tingut determinades idees polítiques.
Situa aquests pecadors en el Preinfern, una situació que permet que els condemnats de l'Infern es puguin sentir superiors a ells. Els pecadors  almenys, han escollit un camí, han pres una posició, encara que equivocada i que els porti a la de la perdició. Per aquest motiu el poeta fa pronunciar a Virgili la frase de menyspreu (paràfrasi):  "d'ells, que no han deixat cap rastre en el món dels vius, no val la pena ni parlar-ne".
El poema en segueix un de "Il Tesoretto" de Brunetto Latini, mestre de Dante que serà  protagonista del Cant XV de l'Infern:
«Perquè molts desconeguts
trobaràs entre la gent
que tenen més cura
de sentir una cosa lletja (obscena, impúdica)
que una cosa de valor
passa de llarg i no callis»
En el llenguatge comú, aquesta expressió s'utilitza en un to de recriminació, contra aquelles persones per les quals ni tan sols val la pena perdre paraules de condemna: només cal apartar-se'n, discrepant  en silenci.